# Vishnevita
La vishnevita es un mineral de la clase de los tectosilicatos, y dentro de esta pertenece al llamado “grupo de la cancrinita”. Fue descubierta en 1931 en Vishniovi (Cheliábinsk) en el macizo de los montes Urales (Rusia), siendo nombrada así por dicha localización. Un sinónimo poco usado es el de "cancrinita sulfática".

## Características químicas
Es un complejo aluminosilicato de sodio hidratado, con aniones adiciones de sulfato. Es el equivalente con sulfato de la cancrinita ((Na,Ca,[])8(Al6Si6)O24(CO3,SO4)2·2H2O) y de la hidroxicancrinita ((Na,Ca,K)8(AlSi)6O24(OH,CO3)2·2H2O), todos ellos del mismo grupo de aluminosilicatos complejos.
Además de los elementos de su fórmula, suele llevar como impureza estroncio.

## Formación y yacimientos
Se forma en rocas sienitas alcalinas, así como en pegmatitas asociadas a estas.
Suele encontrarse asociado a otros minerales como: egirina, nefelina, sodalita, cancrinita o escolecita.